# Gardes-marine
Gardes-Marine lub Gardes de la Marine (dosł.: gwardziści morscy) – we Francji ancien régime'u młodzi ludzie z arystokratycznych i szlacheckich rodzin wybierani przez króla i kierowani do jednego z portów wojennych celem nauki rzemiosła marynarskiego i wyszkolenia na oficerów. Byli podzieleni na kompanie i rozlokowani w portach Brestu, Tulonu i Rochefort.  Wszyscy oficerowie marynarki wywodzili się z tych kompanii, które były tym samym co dzisiejsze szkoły marynarki wojennej.  
Opłacani z kasy królewskiej nauczyciele mieli wpoić im wiedzę, która uczyni z nich dobrych oficerów – byli więc nauczyciele matematyki, rysunku, pisma, fortyfikacji, projektowania i budownictwa okrętowego, tańca, hydrografii, fechtunku itp.
Na francuskich okrętach królewskich służyli jak prości marynarze i wykonywali wszelkie prace. W czasie szkolenia morskiego pogłębiali wiedzę nabytą na lądzie. Porządek zajęć, koordynowany przez dowódcę okrętu, zawierał cztery godziny poświęcone odrębnym ćwiczeniom. Pierwsza godzina przeznaczona była na naukę pilotowania i hydrografii, druga na zajęcia z bronią strzelecką i poznanie operacji militarnych, trzecia na naukę obsługi i strzelania z dział, czwarta na naukę prowadzenia okrętu. Jeśli czas pozwalał trening każdego gwardzisty nadzorowany był przez dowódcę lub jego zastępcę.
Odpowiednikiem był rosyjski dorewolucyjny stopień gardemaryn (гардемарин), odpowiadający podchorążemu. Otrzymywali go kadeci Morskiego Korpusu po ukończeniu trzyletniego kursu ogólnokształcącego i złożeniu matury, a po ukończeniu dalszego kursu specjalistycznego i egzaminach, gardemaryni otrzymywali pierwszy stopień oficerski miczmana (od 1905 roku, po ukończeniu kursu otrzymywali stopień gardemaryna okrętowego, natomiast stopień oficerski otrzymywali po 9 miesiącach praktycznego pływania na okrętach).